# NGC 7130
NGC 7130 = IC 5135 ist eine aktive Spiralgalaxie mit ausgedehnten Sternentstehungsgebieten vom Hubble-Typ Sa im Sternbild Piscis Austrinus am Südsternhimmel. Sie ist schätzungsweise 218 Millionen Lichtjahre von der Milchstraße entfernt und hat einen Durchmesser von etwa 100.000 Lichtjahren.
Im selben Himmelsareal befinden sich u. a. die Galaxien NGC 7135 und IC 5131.
Die Typ-IIn-Supernova SN 2010bt wurde hier beobachtet.
Das Objekt wurde am 25. September 1834 von John Herschel mit seinem 18,7-Zoll-Spiegelteleskop entdeckt und später von Johan Dreyer in seinen New General Catalogue aufgenommen. Dieses Objekt wurde am 17. September 1897 von Lewis A. Swift beobachtet und als IC 5135 katalogisiert.

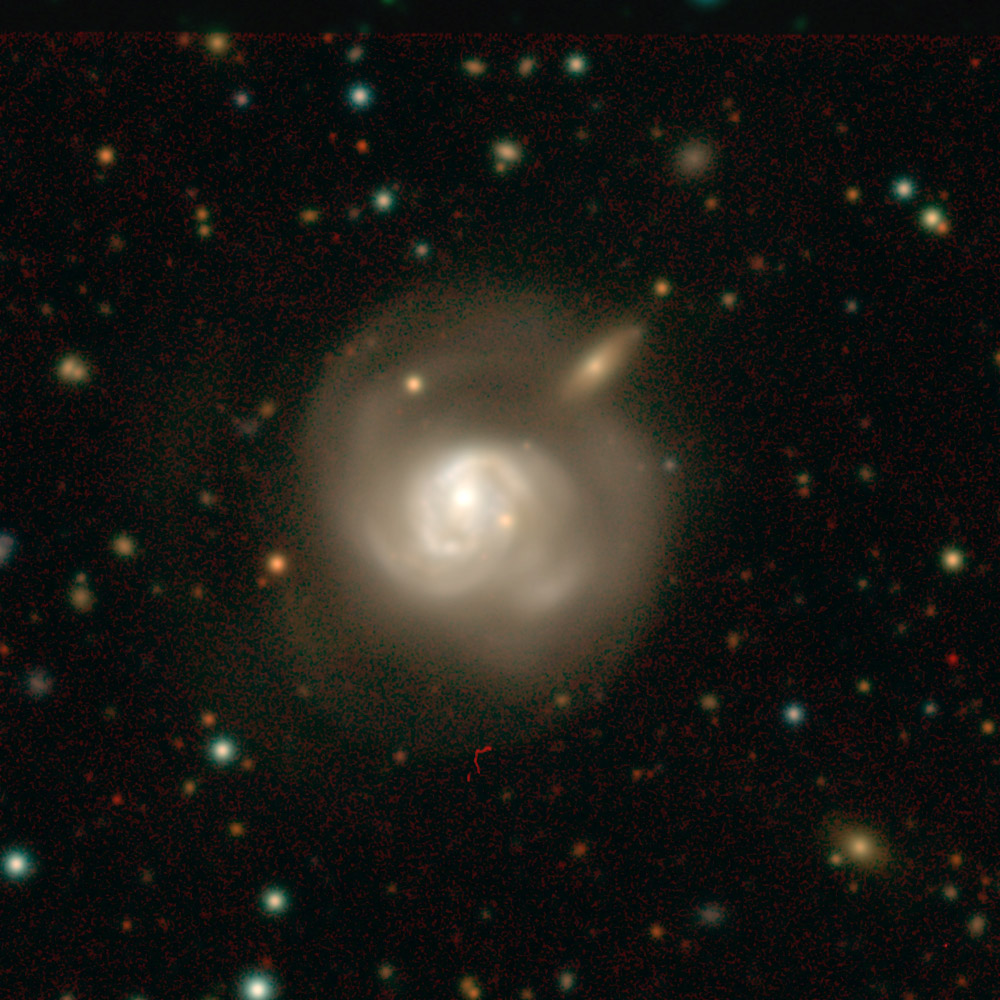